# Tercious Malepe
Repo Tercious Malepe, né le 18 février 1997 à Middleburg est un footballeur international sud-africain qui joue au poste de milieu défensif au Balzan FC,,.

## Biographie
Il termine troisième de la Coupe d'Afrique des nations de football des moins de 23 ans 2019.
Il a représenté l'équipe d'Afrique du Sud des moins de 23 ans aux Jeux olympiques d'été 2020. Il a également représenté l'Afrique du Sud lors de la compétition de football aux Jeux olympiques d'été 2016. Il détient le record du premier footballeur sud-africain à participer à deux Jeux olympiques consécutifs,.